# New American Cyclopedia
La The New American Cyclopædia, successivamente American Cyclopedia, è un'opera creata e pubblicata da D. Appleton & Company, stampata per la prima volta a New York nel 1857 in sedici volumi, tra il 1857 e il 1866. I suoi primi redattori furono George Ripley e Charles A. Dana.
La New American Cyclopedia era una enciclopedia generalista universale con un focus particolare su temi legati agli Stati Uniti. Poiché è stata creata nel corso degli anni che attraversano la guerra civile americana, il focus ed il tono degli articoli potevano cambiare drasticamente; per esempio, Jefferson Davis, il futuro presidente degli Stati Confederati d'America, è stato trattato a lungo come un soldato dell'esercito degli Stati Uniti e politico del Governo federale degli Stati Uniti.
Un contributo importante è stato dato da Karl Marx, successivamente un corrispondente dall'Europa per il New York Tribune, e da Friedrich Engels. Il primo, su suggerimento dei redattori, ha presentato articoli sugli affari militari. Ha anche scritto un articolo biografico non amichevole su Simón Bolívar, che definisce "il più vile, il più volgare e il più miserabile straccione".
Troviamo in italiano i loro "scritti militari" nel libro voci per The New American Cyclopedia edito da Lotta Comunista nel 2003.
La New American Cyclopedia è stata revisionata e ripubblicata come American Cyclopedia nel 1873. 
C'è stato anche un annuario associato, Appletons' Annual cyclopaedia and register of important events of the year, dal 1861 al 1875.
| Voce                   | Voce originaria   | Autore/i                     | Anno stesura | Periodo stesura                  | Volume originario | Anno di pubblicazione |
| ---------------------- | ----------------- | ---------------------------- | ------------ | -------------------------------- | ----------------- | --------------------- |
| Abbattuta              | Abatis o Abattis  | Friedrich Engels             | 1857         | 30 luglio - 11 agosto            | I                 | 1858                  |
| Abensberg              | Abensberg         | Friedrich Engels             | 1857         | 11 - 24 luglio                   | I                 | 1858                  |
| Acri                   | Saint Jean d'Acre | Friedrich Engels             | 1857         | 11 - 24 luglio                   | I                 | 1858                  |
| Azio                   | Actium            | Friedrich Engels             | 1857         | 11 - 24 luglio                   | I                 | 1858                  |
| Aiutante               | Adjutant          | Friedrich Engels             | 1857         | 11 - 24 luglio                   | I                 | 1858                  |
| Afghanistan            | Afghanistan       | Friedrich Engels             | 1857         | prima del 24 luglio              | I                 | 1858                  |
| Åland                  | Åland Islands     | Friedrich Engels             | 1857         | 11 - 24 luglio                   | I                 | 1858                  |
| Albuera                | La Albuera        | Friedrich Engels             | 1857         | 11 - 24 luglio                   | I                 | 1858                  |
| Aldenhoven             | Aldenhoven        | Friedrich Engels             | 1857         | 11 - 24 luglio                   | I                 | 1858                  |
| Alessandria            | Alessandria       | Friedrich Engels             | 1857         | 11 - 24 luglio                   | I                 | 1858                  |
| Algeria                | Algeria           | Friedrich Engels             | 1857         | luglio - 18 settembre            | I                 | 1858                  |
| Alma                   | Alma              | Friedrich Engels             | 1857         | 11 - 24 luglio                   | I                 | 1858                  |
| Almeida                | Almeida           | Friedrich Engels             | 1857         | 11 - 24 luglio                   | I                 | 1858                  |
| Munizione              | Ammunition        | Friedrich Engels             | 1857         | 15 - 18 settembre                | I                 | 1858                  |
| Amusette               | Amusette          | Friedrich Engels             | 1857         | 11 - 24 luglio                   | I                 | 1858                  |
| Anversa                | Antwerp           | Friedrich Engels             | 1857         | 11 - 24 luglio                   | I                 | 1858                  |
| Arbela                 | Arbela            | Friedrich Engels             | 1857         | 14 - 24 luglio                   | II                | 1858                  |
| Armada                 | Armada            | Karl Marx e Friedrich Engels | 1857         | settembre - prima del 23 ottobre | II                | 1858                  |
| Esercito               | Army              | Friedrich Engels             | 1857         | luglio - 25 settembre            | II                | 1858                  |
| Archibugio             | Arquebuse         | Friedrich Engels             | 1857         | 14 - 24 luglio                   | II                | 1858                  |
| Artiglieria            | Artillery         | Friedrich Engels             | 1857         | 19 ottobre - 27 novembre         | II                | 1858                  |
| Aspern                 | Aspern            | Friedrich Engels             | 1857         | 14 - 24 luglio                   | II                | 1858                  |
| Attacco                | Attack            | Friedrich Engels             | 1857         | 14 - 24 luglio                   | II                | 1858                  |
| Ayacucho               | Ayacucho          | Karl Marx e Friedrich Engels | 1857         | 21 settembre - 23 ottobre        | II                | 1858                  |
| Barbetta               | Barbette          | Friedrich Engels             | 1857         | fine di agosto - 15 settembre    | II                | 1858                  |
| Barclay de Tolly       | Barclay de Tolly  | Karl Marx e Friedrich Engels | 1857         | fine di agosto - 15 settembre    | II                | 1858                  |
| Bastione               | Bastion           | Friedrich Engels             | 1857         | fine di agosto - 15 settembre    | II                | 1858                  |
| Batteria               | Battery           | Friedrich Engels             | 1857         | 18 - 29 settembre                | II                | 1858                  |
| Battaglia              | Battle            | Friedrich Engels             | 1857         | 18 - 22 settembre                | II                | 1858                  |
| Baionetta              | Bayonet           | Friedrich Engels             | 1857         | fine di agosto - 15 settembre    | II                | 1858                  |
| Bem                    | Bem               | Karl Marx e Friedrich Engels | 1857         | entro il 29 settembre            | III               | 1858                  |
| Bennigsen              | Bennigsen         | Karl Marx e Friedrich Engels | 1857         | entro il 22 settembre            | III               | 1858                  |
| Beresford              | Beresford         | Karl Marx e Friedrich Engels | 1858         | 11 marzo - 9 aprile              | III               | 1858                  |
| Berma                  | Berme             | Friedrich Engels             | 1858         | 23 - 29 gennaio                  | III               | 1858                  |
| Bernadotte             | Bernadotte        | Karl Marx                    | 1857         | settembre - 15 ottobre           | III               | 1858                  |
| Berthier               | Berthier          | Karl Marx                    | 1857         | fine di agosto - 15 settembre    | III               | 1858                  |
| Bessières              | Bessières         | Karl Marx                    | 1857         | prima del 29 settembre           | III               | 1858                  |
| Bidassoa               | Bidassoa          | Friedrich Engels             | 1858         | prima del 23 febbraio            | III               | 1858                  |
| Bivacco                | Bivouac           | Friedrich Engels             | 1857         | prima del 29 settembre           | III               | 1858                  |
| Blenheim               | Blenheim          | Friedrich Engels             | 1857         | 23 - 29 gennaio                  | III               | 1858                  |
| Blindatura             | Blindage          | Friedrich Engels             | 1857         | prima del 29 settembre           | III               | 1858                  |
| Blücher                | Blücher           | Karl Marx e Friedrich Engels | 1857         | 17 settembre - 30 ottobre        | III               | 1858                  |
| Blum                   | Blum              | Karl Marx                    | 1857         | prima del 22 settembre           | III               | 1858                  |
| Bolívar                | Bolívar           | Karl Marx                    | 1857 - 1858  | dicembre 1857 - 8 gennaio 1858   | III               | 1858                  |
| Bomarsund              | Bomarsund         | Friedrich Engels             | 1858         | 24 febbraio - 19 marzo           | III               | 1858                  |
| Bomba                  | Bomb              | Friedrich Engels             | 1857         | 29 settembre - 6 ottobre         | III               | 1858                  |
| Bombardiere            | Bombardier        | Friedrich Engels             | 1857         | 29 settembre - 6 ottobre         | III               | 1858                  |
| Bombardamento          | Bombardment       | Friedrich Engels             | 1857         | 29 settembre - 6 ottobre         | III               | 1858                  |
| Bombarda               | Bomb Ketch        | Friedrich Engels             | 1857         | 29 settembre - 6 ottobre         | III               | 1858                  |
| A prova di bomba       | Bomb-proof        | Friedrich Engels             | 1857         | 29 settembre - 6 ottobre         | III               | 1858                  |
| Cannoniera             | Bomb Vessel       | Friedrich Engels             | 1857         | 29 settembre - 6 ottobre         | III               | 1858                  |
| Cuffia                 | Bonnet            | Friedrich Engels             | 1857         | 16 - 29 settembre                | III               | 1858                  |
| Borodino               | Borodino          | Friedrich Engels             | 1858         | 23 - 29 gennaio                  | III               | 1858                  |
| Bosquet                | Bosquet           | Karl Marx e Friedrich Engels | 1857         | 15 - 29 settembre                | III               | 1858                  |
| Bourienne              | Bourienne         | Karl Marx                    | 1857         | prima del 22 settembre           | III               | 1858                  |
| Brescia                | Brescia           | Friedrich Engels             | 1858         | prima del 24 febbraio            | III               | 1858                  |
| Testa di ponte         | Bridge-Head       | Friedrich Engels             | 1858         | prima metà di febbraio           | III               | 1858                  |
| Ponte Militare         | Bridge, military  | Friedrich Engels             | 1857         | 16 settembre - 15 ottobre        | III               | 1858                  |
| Brown                  | Brown             | Karl Marx                    | 1857         | 21 settembre - 15 ottobre        | III               | 1858                  |
| Brune                  | Brune             | Karl Marx                    | 1857 - 1858  | 27 novembre - 8 gennaio          | IV                | 1859                  |
| Buda                   | Buda              | Friedrich Engels             | 1858         | prima metà di febbraio           | IV                | 1859                  |
| Bugeaud                | Bugeaud           | Karl Marx                    | 1857         | prima del 27 novembre            | IV                | 1859                  |
| Bülow                  | Bülow             | Karl Marx                    | 1858         | fine di marzo                    | IV                | 1859                  |
| Birmania               | Burmah            | Friedrich Engels             | 1858         | febbraio - 9 marzo               | IV                | 1859                  |
| Campo                  | Camp              | Friedrich Engels             | 1858         | prima del 18 febbraio            | IV                | 1859                  |
| Campagna               | Campaign          | Friedrich Engels             | 1858         | 1 - 8 gennaio                    | IV                | 1859                  |
| Cannoneggiamento       | Cannonade         | Friedrich Engels             | 1858         | prima dell'8 gennaio             | IV                | 1859                  |
| Capitano               | Captain           | Friedrich Engels             | 1858         | prima dell'8 gennaio             | IV                | 1859                  |
| Carabina               | Carabine          | Friedrich Engels             | 1858         | 8 - 22 gennaio                   | IV                | 1859                  |
| Proiettile Incendiario | Carcass           | Friedrich Engels             | 1858         | 8 - 22 gennaio                   | IV                | 1859                  |
| Carronata              | Carronade         | Friedrich Engels             | 1858         | 8 - 22 gennaio                   | IV                | 1859                  |
| Cartoccio              | Cartouch          | Friedrich Engels             | 1858         | 8 - 22 gennaio                   | IV                | 1859                  |
| Cartuccia              | Cartridge         | Friedrich Engels             | 1858         | 8 - 22 gennaio                   | IV                | 1859                  |
| Cartoccio a mitraglia  | Case Shot         | Friedrich Engels             | 1858         | 8 - 22 gennaio                   | IV                | 1859                  |
| Catapulta              | Catapult          | Friedrich Engels             | 1858         | prima del 18 febbraio            | IV                | 1859                  |
| Cavalleria             | Cavalry           | Friedrich Engels             | 1858         | 14 gennaio - 22 giugno           | IV                | 1859                  |
| Coehorn                | Coehorn           | Friedrich Engels             | 1858         | prima del 18 febbraio            | V                 | 1859                  |
| Fortificazione         | Fortification     | Friedrich Engels             | 1859         | aprile - 10 giugno               | VII               | 1859                  |
| Fanteria               | Infantry          | Friedrich Engels             | 1859         | fine di agosto - 10 ottobre      | IX                | 1860                  |
| Marina MIlitare        | Navy              | Friedrich Engels             | 1860         | ottobre - prima del 23 novembre  | XII               | 1861                  |